# Nachal Kisan
Nachal Kisan (hebrejsky נחל כיסן) je vádí v jižním Izraeli, na severovýchodním okraji Negevské pouště.
Začíná cca 5 kilometrů jižně od města Arad v nadmořské výšce okolo 600 metrů na svazích hory Har Kina. Leží v regionu s rozptýleným beduínským osídlením, které ale jižně odtud rychle ustupuje prakticky neosídlené pouštní krajině. Vádí směřuje k jihozápadu a postupně se zařezává do okolního terénu. Ústí zleva do vádí Nachal Kina, které patří do povodí Mrtvého moře.